# 第82回ニューヨーク映画批評家協会賞
82nd NYFCC Awards

2016年12月1日
作品賞: 

ラ・ラ・ランド
第82回ニューヨーク映画批評家協会賞は2016年の映画を対象とした賞で、2016年12月1日に受賞者が発表された。

## 受賞
- 作品賞：
  - 『ラ・ラ・ランド』（監督:デイミアン・チャゼル）

- 監督賞：
  - バリー・ジェンキンス - 『ムーンライト』

- 主演男優賞 
  - ケイシー・アフレック - 『マンチェスター・バイ・ザ・シー』

- 主演女優賞：
  - イザベル・ユペール - 『未来よ こんにちは』、『エル ELLE』

- 助演男優賞：
  - マハーシャラ・アリ - 『ムーンライト』

- 助演女優賞：
  - ミシェル・ウィリアムズ - 『ライフ・ゴーズ・オン 彼女たちの選択』、『マンチェスター・バイ・ザ・シー』

- 脚本賞：
  - ケネス・ロナーガン - 『マンチェスター・バイ・ザ・シー』

- 撮影賞：
  - ジェームズ・ラクストン - 『ムーンライト』

- アニメ映画賞：
  - 『ズートピア』

- 外国語映画賞：
  - 『ありがとう、トニ・エルドマン』（ ドイツ、 オーストリア）

- ノンフィクション映画賞：
  - 『O.J.: Made in America』

- 第一回作品賞：
  - トレイ・エドワード・シュルツ - 『Krisha』
  - ケリー・フレモン・クレイグ - 『スウィート17モンスター』

- 特別賞：
  - セルマ・スクーンメイカー、ジェリー・ダッシュ - 『自由への旅立ち』の25周年記念リマスター版